# Villars-les-Dombes
Villars-les-Dombes là một xã ở tỉnh Ain, vùng Auvergne-Rhône-Alpes thuộc miền đông nước Pháp. Người dân ở đây còn được gọi là Villardois.